# بائوروسوسمار
بائوروسوسمار (نام علمی: Baurusuchus) نام یک سرده از تیره بائوروسوسماران است.